# Дабтроніка
Дабтро́ніка (англ. dubtronica) — музичний жанр, що поєднує електроніку і даб. Припускають, що коріння дабтроніки ростуть або з експериментів початку 1980-х англійської On-U Sound Records та Mad Professor'a, що випустив альбом «Dubtronic» 1998 року, або з німецького глітч-техно середини 1990-х. Варто брати до уваги, що термін не універсальний, а скоріше має уточнювальний характер, оскільки багато артистів і слухачі називають таку музику просто «даб».

## Характеристика
Дабтронікою можна схарактеризувати електронну музику, в якій: використовуються ударні (чи то хауз, техно або брейкбіт) з реверберацією, що створюють відчуття об'ємного лункого приміщення; присутня мелодія з ділеєм; і глибокі бас-лінії, характерні для дабу. У деяких треках можна зустріти реггей а капела з характерною луною для створення більш органічної та «доступної» для сприйняття форми музики.